# セレナ・アームストロング＝ジョーンズ
セレナ・アームストロング＝ジョーンズ（Serena Armstrong-Jones, Countess of Snowdon 1970年5月1日 - ）は、イギリス（連合王国）の貴族。国王ジョージ6世の義孫にあたる。

## 略歴
1970年、ハリントン伯爵家に生まれる。父方からは国王チャールズ2世の庶子ヘンリー・フィッツロイの血を引いている。13歳の時、両親が離婚。
女王エリザベス2世の甥にあたるリンリー子爵デイヴィッド・アームストロング＝ジョーンズと結婚、1993年10月8日に聖マーガレット教会で挙式。デイヴィッドとの間には二子。2017年、夫が第2代スノードン伯爵を襲爵したのに伴い、スノードン伯爵夫人となる。
- 長男：チャールズ（1999年7月1日 - ） リンリー子爵
- 長女：マーガリタ（2002年5月14日 - ）

2010年、生活雑貨店Serena Linley Provenceを開業。2020年、デイヴィッドとの別居と離婚調停中であることが発表された。